# Péninsule de Coromandel
Pour les articles homonymes, voir Coromandel.
La péninsule de Coromandel, en maori Te Tara-o-te-ika-o-Māui, est une des plus grandes péninsules de la Nouvelle-Zélande, située dans le nord-ouest de l'île du Nord.

## Géographie

### Topographie

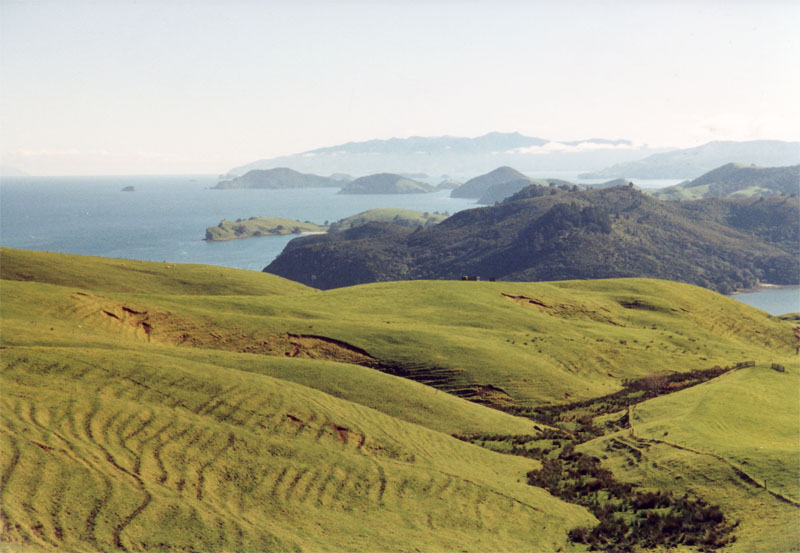
Paysage côtier de la péninsule de Coromandel.

Longue de 85 kilomètres, large de 40 kilomètres et faisant partie de la région de Waikato, la péninsule de Coromandel s'avance dans l'océan Pacifique Sud, encadrée à l'ouest par le golfe de Hauraki et le Firth of Thames qui le sépare de la péninsule de Northland et à l'est par la baie de l'Abondance. La péninsule constitue le prolongement dans la mer de la chaîne de Coromandel (en) d'origine volcanique, qui se termine à l'île de la Grande Barrière située au bout de la péninsule. Les côtes de la péninsule, entièrement entourées par le parc marin du golfe de Hauraki, totalisent plus de 400 kilomètres et sont constituées de nombreuses péninsules, caps, îles satellites et baies dont le Whitianga Harbour, le Coromandel Harbour et la baie d'Oamaru. L'intérieur de l'île est constitué de collines culminant à 892 mètres d'altitude au mont Moehau (en) et constituant la chaîne de Coromandel. La célèbre plage de Cathedral Cove se trouve sur la côte est de la péninsule.

### Faune et flore
Les reliefs de la péninsule sont en grande partie couverts d'une forêt primaire incluse dans le parc forestier de Coromandel situé dans l'intérieur des terres.

## Histoire
Autrefois connue pour ses mines d'or et de houille et pour son industrie du bois (notamment de d'agathis), la péninsule de Coromandel est désormais très touristique et développe l'écotourisme.

## Population et infrastructures
La majorité de la population est répartie le long des côtes en de petites villes dont la plus grande est Thames avec environ 7 200 habitants en 2024. Les localités sont reliées entre elles par la route 25 qui fait le tour de la péninsule.